# Pasiphila
Pasiphila là một chi bướm đêm thuộc họ Geometridae. Vào năm 2005 đã ghi nhận được 36 loài, trong đó có 27 ở New Zealand.

## Các loài
- Pasiphila acompsa
- Pasiphila aristias
- Pasiphila bilineolata
- Pasiphila charybdis
- Pasiphila chloerata (Mabille, 1870)
- Pasiphila coelica
- Pasiphila cotinaea
- Pasiphila debiliata (Hübner, 1817)
- Pasiphila derasata
- Pasiphila dryas
- Pasiphila erratica
- Pasiphila excisa
- Pasiphila fumipalpata
- Pasiphila furva
- Pasiphila halianthes
- Pasiphila heighwayi
- Pasiphila humilis
- Pasiphila hyrcanica[3]
- Pasiphila kumakurai
- Pasiphila lita
- Pasiphila lunata
- Pasiphila magnimaculata
- Pasiphila malachita
- Pasiphila melochlora
- Pasiphila muscosata
- Pasiphila nebulosa
- Pasiphila obscura
- Pasiphila plinthina
- Pasiphila punicea
- Pasiphila rectangulata
- Pasiphila rivalis
- Pasiphila rubella
- Pasiphila sandycias
- Pasiphila semochlora
- Pasiphila socotrensis
- Pasiphila subcinctata
- Pasiphila suffusa
- Pasiphila urticae
- Pasiphila vieta

## Hình ảnh

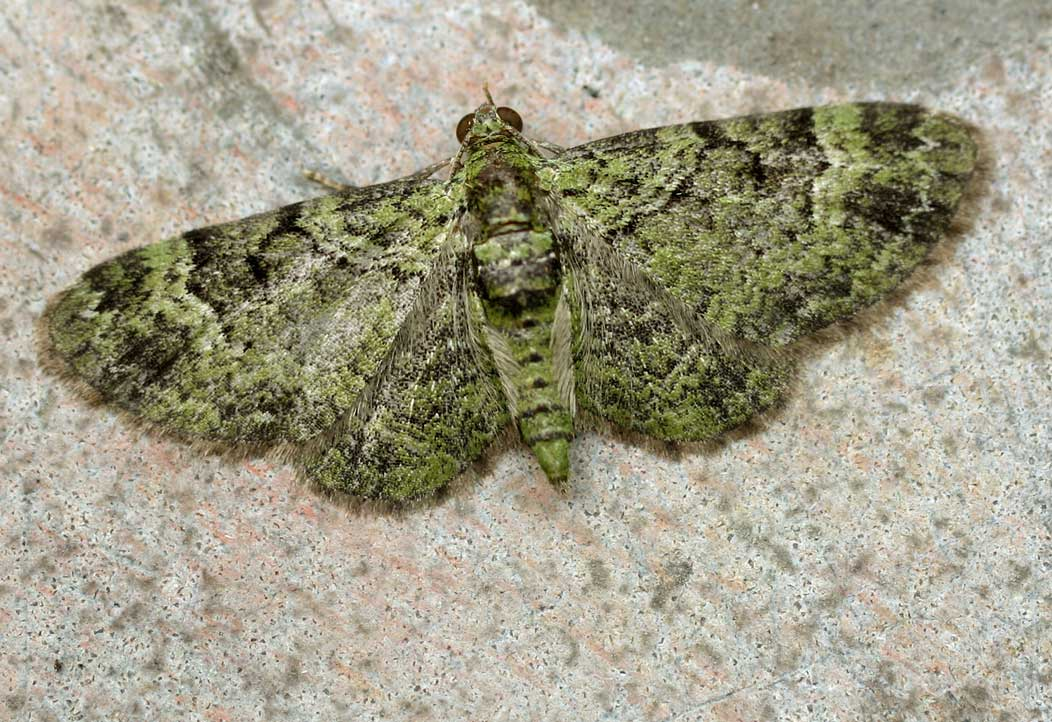